# Mistrzostwa Afryki w Piłce Siatkowej Mężczyzn 1987
VI Mistrzostwa Afryki w piłce siatkowej mężczyzn odbyły się po raz trzeci w tunezyjskiej miejscowości Tunis. W mistrzostwach brało udział osiem reprezentacji. Reprezentacja Tunezji zdobyła swój czwarty złoty medal mistrzostw Afryki. Swój pierwszy medal w historii zdobyła reprezentacja Kamerunu. Na mistrzostwach zadebiutowały reprezentacje Rwandy i Kenii. 

## Klasyfikacja końcowa
| Miejsce | Reprezentacja |
| ------- | ------------- |
|         | Tunezja       |
|         | Kamerun       |
|         | Algieria      |
| 4.      | Egipt         |
| 5.      | Nigeria       |
| 6.      | Sudan         |
| 7.      | Rwanda        |
| 8.      | Kenia         |